# 假面騎士Decade角色列表
假面騎士Decade角色列表展示於朝日電視台放映的特攝劇集《假面騎士Decade》各個角色。

## 光寫真館
除暗影世界的假面騎士外，本作中登場的各代假面騎士其變身者之名皆源自於原作主角名字，但姓氏不同。
而本作中登場的怪人的人間體的名字則不會源自原作同一角色的名字。

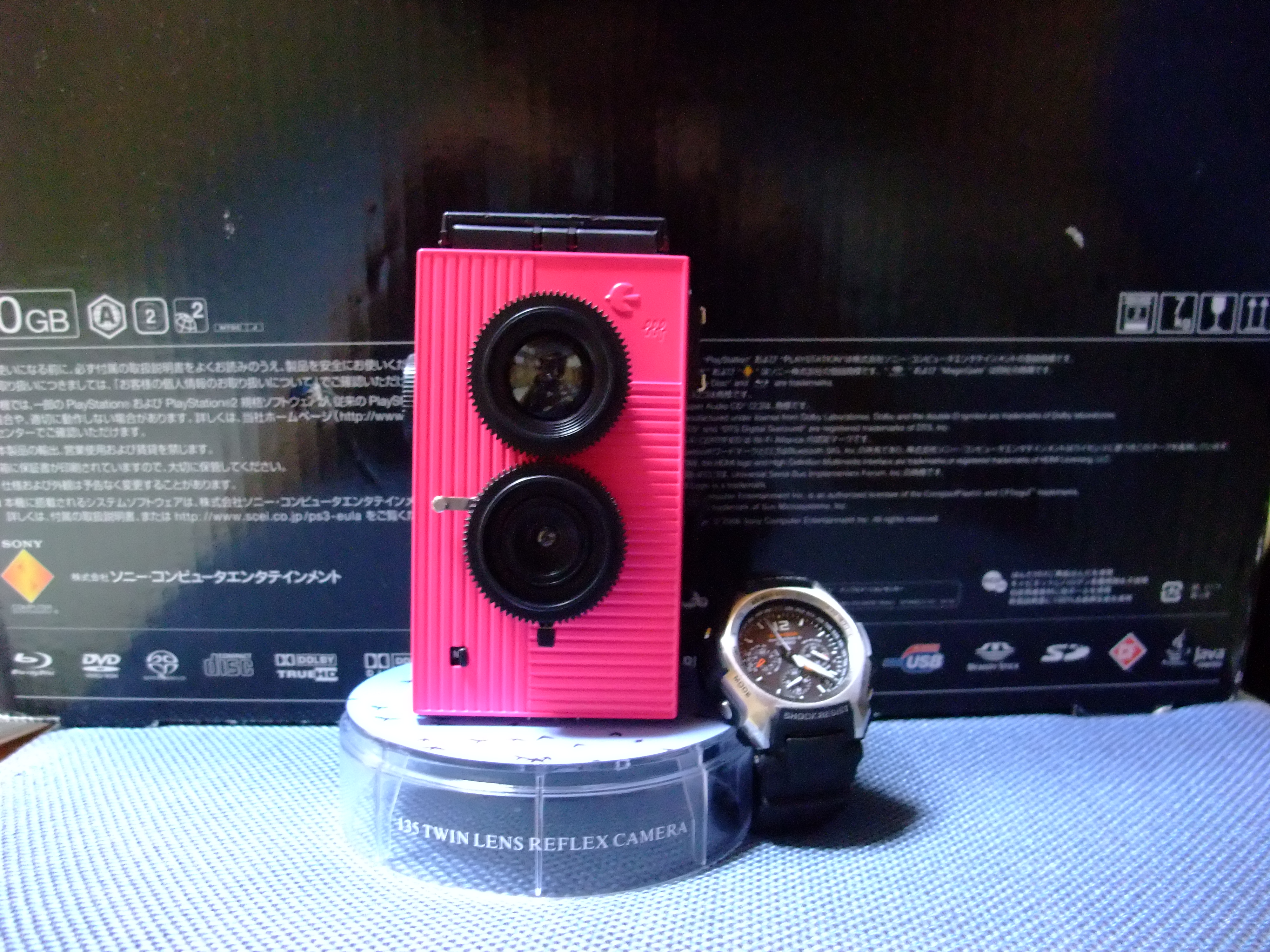
門矢 士在劇中使用的BlackbirdFly
雙眼反射式相機

門矢 士 （かどや・つかさ）（井上正大 飾／香港配音：關令翹（本篇)→張振熙（新映/Starnext劇場版、Viu時王）／台灣配音：梁興昌（本篇、夏季電影版、MOVIE大戰2010）、陳彥鈞（超級英雄大戰）、李世揚（平成對昭和）、孟慶府（時王）
假面騎士Decade的變身者。
喜歡攝影，經常掛著相機在胸前，但沖曬後的照片總是和原來的相差甚遠，自己則以「因為這個世界不讓我拍攝」作解釋。
為人我行我素，看似不怎麼理會別人感受的大條性格，常常以「大概了解了」打斷別人的發言。實際上十分關心身旁的人，也很能理解同伴的感受
在紅渡的引導下，為拯救夏海的世界和九個世界融合巡迴九個世界。
在暗影世界中得到紅 音也給的K-Touch後，發覺不僅有九個世界。
士並不屬於夏海及九位騎士的世界，其身份是個謎。
每當與歷代騎士或該世界的超級戰隊並肩作戰前都會跟敵方說：「我只是個路過的假面騎士，你給我記住了。」。但是在Den-O篇中將桃太洛斯實體化之後，則是對桃太洛斯說：「我只是個路過的假面騎士，記不住也沒差」。在Hibiki 篇中被海東搶了台詞。在暗影篇中因不再迷惘而說：「果然我仍然是路過的假面騎士。」
另外，士曾對「同伴」二字十分抗拒，但後來明白「同伴」的意義，也讓海東大樹認可為對他自身而言最重要的寶物之一。
在最終回中士變身成Decade，跟九名平成騎士對峙並絕望的說：「想打的話就過來吧，我會將一切都破壞！」。
於《劇場版 假面騎士Decade 全騎士 VS 大修卡》中得知Decade Drive及Ride Booker在討伐其他騎士的徵途中和記憶一同遺失了，其後光夏海在第一集幫助下找回，但記憶還是沒取回。士取回記憶後，記起自己是大修卡的大首領，為了避免世界的毀滅而開始討伐其他騎士，而後才知道是影月想當大修卡的大首領的陰謀。
於《假面騎士×假面騎士 W & Decade MOVIE大戰2010》Decade完結編中，在其他騎士的排斥下，接受了自己是世界的破壞者的宿命，並變身成假面騎士Decade激情形態毀滅其他騎士，但最後被夏海變身的Kivara擊敗，其後夏海利用士的相片使士復活，最後士也再度跟其他騎士對抗由大修卡進化而成的超級修卡。
於《假面騎士x超級戰隊 超級英雄大戰》再度成為「大修卡」的首領。
於《平成騎士對昭和騎士 假面騎士大戰feat.超級戰隊》中在鳴瀧的指引下召集了歷代平成15位假面騎士。
於《假面騎士平成Generations Forever》以假面騎士Decade的姿態登場。
於劇場版《假面騎士GOTCHARD The Future Daybreak》中在輝夜被DREAD騎兵圍攻時，透過極光幕出現輝夜面前，使用BlackbirdFly相機製作出了一張新的傳說騎士克米卡，將該克米卡給予輝夜。
於《假面騎士Wizard》第53話登場，受到阿瑪達姆的召喚而到達魔寶石之中所存在的世界並出現在操真晴人面前，與操真晴人跟葛葉紘汰/假面騎士鎧武及歷代15位平成騎士一同擊敗阿瑪達姆。
於《假面騎士ZI-O》第13-16話、第27-28話、第37-38話、第41-45話、第47-49話登場；於第44話中向月讀揭露本身是為了調查時空扭曲的原因而來到了ZI-O的世界。
於續篇《RIDER TIME 假面騎士Decade VS ZI-O / Decade館的死亡遊戲》為了尋找真正的莊吾而進到了時空夾縫的入口。
於續篇《RIDER TIME 假面騎士ZI-O VS Decade / 7人的ZI-O！》為了打敗會成為逢魔ZI-O的真正的莊吾而向所有的莊吾挑戰。
門矢 士在劇中的日文稱呼，正好與假面騎士Kabuto中天道總司的名言：「我乃行天道，總司一切的人。」中的司諧音，且個性也和天道總司差不多，都極度以自我為中心。
士每次到達新的世界，都會自動獲得新的身份和技能，身穿的衣服也會改變。
- 「Kuuga」的世界－巡警
- 「Kiva」的世界－小提琴手
- 「Ryuki」的世界－律師
- 「Blade」的世界－Board員工[4]
- 「Faiz」的世界－高校生[5]
- 「AgitΩ」的世界－郵差
- 「Den-O」的世界－特異點[6][7][8]
- 「Kabuto」的世界－ZECT隊員
- 「Hibiki」的世界－音擊道大師
- 「暗影（底片）」的世界－沒有身份[9]
- 「Diend」世界－山田公司職員[10]
- 「真劍者」的世界－黑子[11]
- 「RX」的世界－霞之祖[12]
- 「Amazon」的世界－棒球手
- 「Rider War」的世界－神父
- 「Decade」的世界－归来的旅人
- 「超級英雄大戰」的世界-擔任「大修卡」的首領。
- 「魔寶石」的世界－被騎士指環召喚的騎士
- 「鎧武」的世界－召集平成騎士的人
- 「ZI-O」的世界－協助時劫者的騎士
- 「ZI-O」的世界（2009年）－常磐庄吾车祸当天乘坐的巴士之司机
- 「ZI-O」的世界（2058年）－月讀家的廚師
- 「ZI-O」的世界（2019年）－反抗軍組織的一員
- 「GOTCHARD」的世界－輝夜的恩人

但他自己卻不知道為何會認識其他世界的事物。
士要離開各個世界時都會拍相片作為留念，但和其他照片一樣相差甚遠。
- 「Kuuga」的世界－雄介與八代藍的合照
- 「Kiva」的世界－正在拉小提琴的渡以及渡的父親
- 「Ryuki」的世界－士和雄介的合照及真嗣和蓮以前的合照
- 「Blade」的世界－正在工作的一真
- 「Faiz」的世界－巧牽著由里的手望向天空及由里的相機
- 「AgitΩ」的世界－翔一與八代淘子的合照及正要騎機車離開的雄介
- 「Den-O」的世界－三張電列車乘客的特寫[13]
- 「Kabuto」的世界－Kabuto守望着正在吃黑輪的真由、奶奶
- 「Hibiki」的世界－夕陽下的明日夢及響鬼
- 「暗影（底片）」的世界—兩個夏海互看
- 「Diend」世界－小孩為雄介送上盒飯
- 「真劍者」的世界－真劍者一行人及日下威吹馬
- 「Black&RX」的世界－Black、Black RX和兩個南光太郎
- 「Amazon」的世界－打棒球的孩子們
- 「Rider War」的世界(1)－夏海的各種表情
- 「Rider War」的世界(2)－互相博鬥的Blade和Kiva、一真和渡
- 「Decade」的世界－大修卡各幹部的特寫
- 「W」的世界－對夏海及雄介不理不睬的士[14]
- 「魔寶石」的世界－操真晴人面向夕陽的背影
- 「鎧武」的世界－灯塔下的葵柊母子及微笑的葵柊
- 「ZI-O」的世界(1)－庄吾的晚餐被士吃掉後驚呆的表情
- 「ZI-O」的世界(2)－大魔神机的肆虐
- 「ZI-O」的世界(2009年)－被破坏的城市
- 「ZI-O」的世界(2058年)－月讀小時候所住的洋宅
- 「ZI-O」的世界(2019年)(1)－庄吾看見城市變成廢墟時驚呆的表情[15]
- 「ZI-O」的世界(2019年)(2)－變成逢魔時王的莊吾改變時空的場景。[16]
- 「GOTCHARD」的世界－輝夜見到士時驚訝的表情。[17]

光 夏海（ひかり・なつみ）（森寬和 飾／香港配音：余欣沛／台灣配音：林美秀
）
本作女主角，在其祖父光榮次郎的攝影館「光寫真館」工作。在全劇開端的夢中看見Decade把所有騎士擊敗。後來在自己的世界遇上各種怪人，期間取得Decade Drive及Ride Booker並交給了士，終於令兩者成功脫出。經常以絕技「（有翻譯是翻成「笑穴指」）」令士瘋狂地笑。其後與士一同巡迴各世界。在Den-O世界因被浦太洛斯、金太洛斯與龍太洛斯附身而變身成假面騎士Den-O。經常被士稱為「夏蜜柑」，海東則受此影響而叫她「夏メロン」。在二十六話中，曾替士擋下Apollo Geist的攻擊，奪去了生命。最後士利用「Perfecter」分出自己一部份的「生命之火」，使她復活。
於Decade完結編中，為了阻止士而變身成假面騎士Kivara
在第一話夏海夢中見到的假面騎士，分別有：
- 假面騎士Kuuga
- 假面騎士AgitΩ
- 假面騎士G3
- 假面騎士Ryuki
- 假面騎士Riotrooper
- 假面騎士Kaixa
- 假面騎士Kabuto
- 假面騎士Blade
- 假面騎士Garren
- 假面騎士Psyga
- 假面騎士Hibiki
- 假面騎士Den-O
- 假面騎士Kiva
- 假面騎士Faiz
- 假面騎士Gatack
- 假面騎士Chalice
- 假面騎士Caucasus
- 假面騎士Thebee
- 假面騎士Ibuki
- 假面騎士IXA
- 假面騎士Zolda
- 假面騎士Decade

光 榮次郎 （ひかり・えいじろう）（石橋蓮司 飾／香港配音：朱子聰／台灣配音：周學禮）
夏海的祖父。不管其他人認為相片拍得多麼差勁，他都覺得拍攝得很好。也和士去巡迴世界。差不多每次也是他令攝影館的插圖更改（因為不同的理由），令士他們去到別的世界。但對於巡迴世界的事全不驚訝。
於《劇場版 假面騎士Decade 全騎士 VS 大修卡》中，擔任死神博士。
於《假面騎士×假面騎士 W & Decade MOVIE大戰2010》Decade完結篇中，亦擔任死神博士的角色。
在攝影館「光寫真館」當中，不同世界的插圖：
- 「Kuuga」的世界－向燈溶山駛去的警車的隊列
- 「Kiva」的世界－把滿月做為背影，大樓上層聳立的德蘭城堡
- 「Ryuki」的世界－在鏡子世界的高層飛行的無雙赤龍
- 「Blade」的世界－中央的黑桃的A在表面，以扇形排列了的Undead的卡片
- 「Faiz」的世界－自動馬人（戰鬥模式）和青白色的蝴蝶
- 「AgitΩ」的世界－原作AgitΩ的Opening裡出現的聖像畫
- 「Den-O」的世界－時之砂漠中行走的Den-Liner
- 「Kabuto」的世界－東京鐵塔和食指指向天的右手
- 「Hibiki」的世界－被留置森林的深處中的響鬼徽章的太鼓
- 「暗影」的世界－在爆炸中亂竄的人們
- 「Diend」的世界－一張寫上通緝Diend的通告
- 「侍戰隊」的世界－類似侍戰隊片尾中，以浮世繪方式繪製的布幕、志葉家家徽、青龍和小丘等
- 「RX」的世界－把深藍色天空及閃電作背景，有波式斯帝國的飛行要塞
- 「Amazon」的世界－通往亞瑪遜森林深處的河流及站在河流盡頭的Amazon
- 「Rider War」的世界－九位平成騎士衝向中間的Decade
- 「Decade」的世界－士居住的洋宅
- 「W」的世界－融合中的世界
- 「Terebi-Kun」的世界－Terebi-Kun雜誌封面

小野寺 雄介 （小野寺・ユウスケ）（村井良大 飾／香港配音：梁偉德／台灣配音：李世揚）
假面騎士Kuuga的變身者。
出身於本作的「Kuuga的世界」，經鳴瀧的幫助下而成為Kuuga。最初由於鳴瀧的話語，認定Decade是「惡魔」而與士展開決戰，但兩者後來冰釋前嫌，與士成為了好友，並為世界上所有人的笑容而戰，更與士一起巡迴其他世界。
雖然為假面騎士Kuuga的變身者，但在Kuuga的世界之後卻比較少以假面騎士Kuuga的身份戰鬥。
在AgitΩ的世界為了八代淘子而成為假面騎士G3-X的測試者。
在Den-O的世界因被桃太洛斯附身而變身成假面騎士Den-O。
在最終回中，被Kivara一咬而暴走，變身成假面騎士Kuuga Ultimate Form，和其餘八名的假面騎士一同對付「世界的破壞者」－Decade。
在Decade完結篇為了阻止士，而變身成假面騎士Kuuga Ultimate Form。
於《劇場版 假面騎士Decade 全騎士 VS 大修卡》Decade的世界中被改造成假面騎士Kuuga Rising Ultimate Form。
於續篇《RIDER TIME 假面騎士Decade VS ZI-O / Decade館的死亡遊戲》中成為了遊戲中的殺人魔。
原作变身者為五代 雄介
海東 大樹 （かいとう・だいき）（戶谷公人 飾／香港配音：張裕東（本篇)→鄧肇基（新映/Starnext劇場版、Viu時王）／台台灣配音：李景唐（本篇、夏季電影版、MOVIE大戰2010）、蔣鐵城（超級英雄大戰）、孟慶府（時王）
假面騎士Diend的變身者。
知道士的過去並擅長於烹飪。在第九話開始出場，第十話變身出場，企圖從各個世界中奪得不同的寶物，不過因為種種原因，最後不是失敗就是沒有帶走。射擊技術高超，曾在未變身狀態以Diend Driver擊敗Wolf Orphnoch 和Saga。在AgitΩ的世界為了奪得G4系統而成為了假面騎士G3-X的測試者。在Hibiki篇中被士指他搶了台詞，海東則說：「我在你很久之前，已經是個路過的假面騎士」。在自己的世界是一個通緝犯。不解的事是他怎樣跟著士到下一個世界。曾在第二十四集中被外道眾奪去Diend Driver，最後要用奪取過來的烏賊折神和真劍金‧梅盛源太交換回Diend Driver。與士同樣地，對「同伴」二字十分討厭和不喜歡被命令。在最終回中，承認士是他的「同伴」。
於《劇場版 假面騎士Decade 全騎士 VS 大修卡》得知Diend- Driver與士所得到Decade- Driver都是由大修卡所製造出來的，中途海東奪走了Diend- Driver。
在《假面騎士ZI-O》第43話取得另類ZI-O Ⅱ手錶，並於第47話為了拯救士使用另類ZI-O Ⅱ手錶產生副作用變身成第二任另類ZI-O Ⅱ，接著被士跟莊吾擊敗。
於《假面騎士x假面騎士x假面騎士 THE MOVIE 超·電王三部曲 Episode Yellow- 寶物DIEND的盜竊》登場。
於《假面騎士x超級戰隊 超級英雄大戰》中對豪快紅所找尋「宇宙最大的寶藏」有興趣而現身，與豪快藍等人一起行動。
在《假面騎士ZI-O》第28話至30話、同話第42-43話、第47-49話登場。
於《假面騎士ZI-O》外傳《假面騎士ZI-O NEXT TIME Geiz Majesty》中在莊吾重起的新世界中作為莊吾等人的新同學登場。
- 「Faiz」的世界－Faiz 的腰帶（雖成功搶奪Faiz的腰帶，但之後還給尾上巧，另外找到Orga 的腰帶）
- 「AgitΩ」的世界－G4晶片（奪去後被八代淘子以槍破壞）
- 「Den-O」的世界－利用電王的FFR所變成的Den-Liner（FFR卡片被士變成Final Form Ride Den..Den-O（Momotaros）卡）
- 「Kabuto」的世界－超高速移動裝置「Clock Up System」（搶奪失敗）
- 「Hibiki」的世界－音擊道各流派秘傳的捲軸（奪去後發現當中的秘密，並對明日夢等人作出提示）
- 「暗影」的世界－K-Touch（在戰鬥期間丟失了，但在超電王的世界取得了自己的藍色K-Touch）
- 「Diend」的世界－ 自己的哥哥海東純一 （希望將其從14的支配中解放，但最後得知他並沒有被洗腦控制）
- 「侍戰隊」的世界－所有的折神（侍戰隊二十話也有登場，海東只得到了烏賊折神，但最後用作和真劍金‧梅盛源太交換回被外道眾奪去的Diend Driver）
- 「RX」的世界－Apollo Geist吸收人類生命的「Perfecter」（奪去後選擇放棄，最後交給士來救回夏海）
- 「Amazon」的世界－十面鬼的Gaga 手環（奪去Gaga手環後被Decade的Attack Ride GaGa No Udewa奪走）
- 「Rider War」的世界 －門矢 士（指的是友情）
- 「超电王」的世界—黑崎家秘传的宝石手枪（由2010年的海東取得，但是又被2008年的海東取走）和偷良太郎在Den-Liner上的專用咖啡杯，另外還得到了自己的K-TOUCH
- 《假面騎士x超級戰隊 超級英雄大戰》—豪快者所尋找的「宇宙最大的寶藏」
- 「ZI-O」的世界－骑士手表和白Woz手上的書「Future Note」[20]
- 「ZI-O」的世界（2019年）－另类時王Ⅱ手表[21]
- 《假面騎士Outsiders》－假面騎士奧丁的卡盒[22]

## 平行世界

### Kuuga世界
八代 藍 （佐藤寬子 飾／香港配音：朱妙蘭／台灣配音：）
Kuuga的世界中的女警，一直把雄介當成自己的弟弟看待，相當於原作中的一條薰。
在第三話吸入過多由N.Gamio.Zeda散發出的氣體而死，死前希望雄介能「守護每個人的笑容」。
N.Gamio.Zeda （立木文彥 聲演／香港配音：張裕東／台灣配音：）
Grongi 的首領，被稱為「究極黑暗」。
在第三話中，被Decade及Kuuga Gouram 的合體技擊敗。

### Kiva世界
渡 （深澤嵐 飾／香港配音：謝潔貞／台灣配音：）
假面騎士Kiva 的變身者。人類與Fangire的混血兒，Fangire族之年幼王子。但與原作設定不同的是，其父親是Fangire，母親是人類。在人類跟Fangire和平共處的世界裡，Fangire對他寄望甚大，卻因無法控制Fangire天性而對繼承王位抱逃避態度。最後受雄介的感化，決定成為Fangire之王承擔責任。
在Rider War世界為了保護自己的世界，與Fangire聯手對付Blade的一方。
最終回中，由於世界互相融合而消失。
於結局篇劇場版中再度出場。
原作名為紅 渡
Kivat（月夜蝙蝠）三世 （杉田智和 聲演／香港配音：巫哲棋／台灣配音：李景唐）
族的蝙蝠型生物，是王的證明。
渡的父親 （池內萬作 飾／香港配音：古明華／台灣配音：）
假面騎士Kiva Dogabaki Form的變身者。曾任Fangire之王，真身是Beetle Fangire。曾向士說自己的夢想是「人類跟Fangire和平共處」，為了讓兒子成為Fangire之王，而故意搶奪Kivat，逼渡到絕境，奪取王位。最後因渡與士的雙重騎士踢身負重傷，聽完士的演奏之後心滿意足的消失。
原作名為紅 音也（原作中為人類，紅音也於本作亦有登場）

魔族隨從 （千葉一伸、宮田幸季、黑田崇矢 聲演／香港配音：陳廷軒、李致林）
分別有狼人族的Garulu、半魚人族的Basshaa及科學怪人族的Dogga。
隨從們能化為Garulu Saber、Basshaa Magnum、Dogga Hammer等武器，供Kiva使用。
最後被Bettle Fangire 一並消滅，被吸收力量。
Bishop （坪井智浩 聲演／香港配音：蕭徽勇／台灣配音：）
Fangire的主教，負責監管Fangire。最後因阻擋Decade前進而被擊倒。

### Ryuki世界
辰巳 真嗣（水谷百輔 飾／香港配音：張裕東／台灣配音:何志威）
假面騎士Ryuki 的變身者。「Atashi 雜誌」的攝影師,以為蓮背叛自己和桃井，曾一度懷疑蓮是殺死桃井的兇手，後來冰釋前嫌。
最終回中，並沒有描寫其世界的結局。
於結局篇劇場版中再度出場。
原作变身者：城戶 真司
羽黑 蓮（北村榮基 飾／香港配音：黃啓昌／台灣配音：)
假面騎士Knight 的變身者。姓氏源自蝙蝠的黑色羽翼。以前是「Atashi 雜誌」的記者,因妒忌真司的才能，被桃井要求離開去冷靜一下，在桃井被殺後以Knight的身份參與騎士裁判之戰，目的是打敗Odin，並取得Time Vent卡片找出真兇,卻被真司誤會，後來冰釋前嫌。
原作变身者：秋山 蓮
鎌田 （入江雅人 飾／香港配音：招世亮／台灣配音：）
假面騎士Abyss 的變身者。「Atashi 雜誌」的副編輯。因為被桃井玲子發現其真實身份並非人類 殺死桃井玲子後，發現士跟真嗣使用TIME VENT回到過去時跟著進入過去 被發現目的後，跟過去的自己合而為一後並變身成假面騎士Abyss攻擊士跟真嗣，在第七話被士及真司聯手打至重傷，及後被發現其真實身份是Undead紅心K，亦是企業Board 的理事長。在第九話被Decade和Blade Blade的合體技擊敗。
桃井 玲子 （高橋佐衣 飾／香港配音：伍秀霞／台灣配音：）
「Atashi 雜誌」的總編輯，因其被鎌田殺死而一度令夏海成為疑犯，但因為後來的時間倒流而令她沒有死亡。名字源自是原作中的「桃井令子」。

### Blade世界
劍立 一真 （鈴木擴樹 飾／香港配音：周良鴻／台灣配音：李景唐）
假面騎士Blade的變身者。因黑桃的英文Spade源自西班牙文Espade「劍」而得名。以Board員工的身份不斷與Undead對戰。後來為了救睦月而無視作戰，由黑桃A被降級到黑桃7成為廚房雜務員，後來因為運餐時發生意外再降級至黑桃2，被要求取去Blade的變身資格。最後得到士的鼓勵重新振作，和士一起打敗了Joker和鐮田。
於Rider War世界中，為了保護自己的世界，不惜與Undead聯手對付Kiva的一方。
於第三十話片尾中，因世界被融合而與Garren一同消失。
於結局篇劇場版中再度出場。
原作变身者：劍崎 一真
四條 始 （累央 飾／香港配音：古明華／台灣配音：）
假面騎士Chalice的變身者。Board的社長。先後奪去Blade、Garren和Leangle的變身器。在第九話變身為Chalice後再用鬼牌封印咭變身成為Joker，最後被DECADE和Blade Blade的合體技擊敗。
原作名為相川 始
菱形 朔也 （成松慶彥 飾／香港配音：伍博民／台灣配音：）
假面騎士Garren 的變身者。姓氏源自「方塊」。與一真和睦月同為Board的員工。原為方塊A，後被Chalice搶奪變身器而遭受降級至方塊3。最後被鐮田和Joker擄去，並奪去生命能量。
於第三十話中，因世界被融合而與Blade一同消失。
原作名為橘 朔也
黑葉 睦月 （川原一馬 飾／香港配音：蕭徽勇／台灣配音：梁興昌）
假面騎士Leangle的變身者。姓氏源自「梅花」。與一真和朔也同為Board的員工。階級為梅花K。曾被Chalice搶奪變身器後被鐮田和Joker擄去，並奪去生命能量。
於第三十話中，被KIVA擊敗。
原作名為上城 睦月

### Faiz世界
尾上 巧 （制野峻右 飾／香港配音：巫哲棋／台灣配音：何志威）
假面騎士Faiz的變身者。姓氏源自「狼」的日文發音：日文中「尾上」（Ogami）與狼（Oogami）近音。Smart Brain高校生，真身是Wolf Orphnoch，但因為喜歡由里而背叛Orphnoch，秘密變身成Faiz與Orphnoch戰鬥，保護校園。
曾放棄Faiz Gear,後在士和海東的協助下重新變身成Faiz戰鬥。
最終回中，從士的照片中顯示出其世界已開始融合。
於結局篇劇場版中再度出場。
原作变身者：乾 巧
友田 由里 （綠友利惠 飾／香港配音：朱妙蘭／台灣配音：）
Smart Brain高校生，巧的朋友和同學，喜歡攝影。
討厭Orphnoch，知道巧的真身是Orphnoch時一度逃避他。最後接納巧 並在一起完成兩人的夢想
角色原型：園田 真理
百瀬 （三浦涼介 飾／香港配音：周良鴻／台灣配音：）
Lucky Clover 成員，真身是Tiger Orphnoch。
在第十一話被Decade和Faiz Blaster的合體技擊敗。
朱川 （花形綾沙 飾／香港配音：曾秀清／台灣配音：林美秀）
Lucky Clover 成員，真身是Lobster Orphnoch。
在第十一話被Decade和Faiz Blaster的合體技擊敗。
玄田 （CHIKARA 飾／香港配音：伍博民／台灣配音：）
Lucky Clover 成員，真身是Dragon Orphnoch。
在第十一話被Decade和Faiz Blaster的合體技擊敗。
城金 （永岡卓也 飾／香港配音：黃啟昌／台灣配音：）
Lucky Clover 成員，真身是Centipede Orphnoch。
在第十話被Diend擊敗。

### AgitΩ世界
蘆河 翔一 （山中聰 飾／香港配音：陳永信／台灣配音：）
假面騎士AgitΩ、假面騎士Exceed Gills的變身者、假面騎士G3 的著裝者兼測試員。
本是G3的測試員，並與淘子為戀人關係，但因為自己身體發生了異變，在害怕自己的異變會傷害到淘子的情況下，選擇逃離並一直躲著淘子。但最後終於成功由Exceed Gills進化，成為Agito。
名字的來源是原作中三名主角騎士的名字。
最終回中，從士的照片中顯示出其世界已開始融合。
於結局篇劇場版中再度出場。
原作变身者：津上 翔一／葦原 涼／冰川 誠
八代 淘子 （佐藤寬子 飾／香港配音：朱妙蘭／台灣配音：）
與Kuuga世界的八代藍為類似人物，但兩人存在於不同的世界。與翔一為戀人。G3、G3-X 及G4系統的創作者。
角色原型：小澤 澄子
古屋隆廣
SAUL成員，G3-X的著裝者。
Taurus Ballista （鳥海浩輔 聲演／香港配音：／台灣配音：）
Unknown 的首領，種族是Buffalo Lord。在第十三話中，被Decade及Agito Tornador的合體技擊敗。

### Den-O世界
桃太洛斯 （關俊彥 聲演／香港配音：葉振聲／台灣配音：李景唐）
意魔人，被附身者可變身成假面騎士电王 SWORD  FORM。
因時空異變失去了「外型」而不能實體化。初登場時附在士身上變身成Den-O，後附身於雄介身上。在失去實體和Diend威脅各種壓力下自我感覺低下，和士交心後以Den-O Final Form Ride獲得身體。
於《劇場版 假面騎士Decade 全騎士 VS 大修卡》中在海東等人對上修卡時被海東用騎士卡召喚了出來。
最終回中，和其餘八名由原作假面骑士一同對付「世界的破壞者」－Decade。
最終回中，從士的照片中顯示出其世界已開始融合。
野上 良太郎 （溝口琢矢 飾／香港配音：／台灣配音：林美秀
）
Den-O 變身者，也是在本作變身者中與原作相同的假面騎士之一。因為時間異變而變成少年。
最終回中，和其餘八名由原作假面骑士一同對付「世界的破壞者」－Decade。
最終回中，從士的照片中顯示出其世界已開始融合。
结局篇剧场版中被Decade击败并变成卡牌，世界重生后复活。
浦太洛斯 （遊佐浩二 聲演／香港配音：馮錦堂／台灣配音：李世揚）
意魔人，被附身者可變身成假面騎士电王 ROD  FORM。
曾附身於士，但被士排斥轉而附在光夏海身上，並轉移型態為Den-O Rod Form與Decade戰鬥，最終使用Full charge與Decade Agito Form的Final Attack Ride。
金太洛斯 （寺杣昌紀 聲演／香港配音：劉昭文／台灣配音：梁興昌）
意魔人，被附身者可變身成假面騎士电王 AXE  FORM。
曾附身於士，但被士排斥轉而附在光夏海身上，並轉移型態為Den-O Ax Form與Decade Agito Form進行戰鬥。
龍太洛斯 （鈴村健一 聲演／香港配音：劉奕希／台灣配音：何志威）
意魔人，被附身者可變身成假面騎士电王 GUN  FORM。
曾附身於士，但被士排斥轉而附在光夏海身上，並變身成Den-O Gun Form與Decade戰鬥。
齊格 （三木真一郎 聲演／香港配音：曹启谦／台灣配音：李世揚 ）
意魔人，只於士等人離開Den-O世界後和進入Kabuto世界前的時空中短暫出現。
未知被附身者可否變身成假面騎士电王 WING  FORM。
野上 幸太郎 （櫻田通 飾／香港配音：／台灣配音：何志威）
良太郎的孫子，亦是假面騎士New電王變身者。
泰迪 （小野大輔 聲演／香港配音：／台灣配音：）
野上幸太郎的搭檔意魔人。
櫻井 侑斗 （中村優一 飾／香港配音：／台灣配音：）
假面騎士Zeronos變身者。
天津四 （大塚芳忠 聲演／香港配音：／台灣配音：）
櫻井侑斗的搭檔意魔人。
車長 （石丸謙二郎 飾／香港配音：張炳強／台灣配音：周學禮）
Den-Liner的車主，特別的嗜好是吃炒飯時維持飯糰中央的牙籤紙旗屹立不倒。
奈緒美 （秋山莉奈 飾／香港配音：謝潔貞 ／台灣配音：林美秀）
Den-Liner的餐車服務員，能沖出非常受Imagin歡迎的咖啡。
羽奈（Hana） （松元環季 飾／香港配音：劉惠雲／台灣配音：錢欣郁）
因為時間異變而變成少女。
Alligator Imagin （三宅健太 聲演／香港配音：招世亮／台灣配音：）
Imagin，帶領其他New Mole Imagin去襲擊人類，並改變過去。
於第十五話，被Kuuga Gouram（Kuuga  Final  Form  Ride）及桃太洛斯（Den-O  Final  Form  Ride）的Final  Attack  Ride打倒。
黑崎伶治 （谷川雄大 飾／香港配音：／台灣配音：鈕凱暘）
假面騎士G電王變身者，於《假面騎士x假面騎士x假面騎士 THE MOVIE 超·電王三部曲-Episode Yellow- 寶物Diend的盜竊》登場。
伊怖 （高橋廣樹 聲演／香港配音：／台灣配音：鍾少庭）
人工意魔人，於《假面騎士x假面騎士x假面騎士 THE MOVIE 超·電王三部曲-Episode Yellow- 寶物Diend的盜竊》登場，可獨立變身為假面騎士G電王，為了統治時間想要殺光所有人類，被假面騎士Diend Complete Form與Attack Ride Gejijouban所召喚的歷代劇場版惡役騎士擊敗。

### Kabuto世界
總司 （川岡大次郎 飾／香港配音：伍博民／台灣配音：）
假面騎士Kabuto的變身者。於Clock Up系統故障後長時間被困於Clock Up狀態中。跟原作一樣是個溺愛妹妹的人。
在劇中結尾老奶奶說出他的名字，說總司無時無刻都在這裡。
最終回中，並沒有描寫其世界的結局。
於結局篇劇場版中再度出場。
原作变身者：天道 總司
弟切 想 （川岡大次郎 飾／香港配音：伍博民／台灣配音：）
假面騎士The Bee的變身者。ZECT的隊長，真身是Phylloxera Worm。擬態總司後險被Kabuto（正牌總司）所擊敗，且交戰時造成Kabuto的Clock Up System暴走。後透過ZECT開發Clock Down System，企圖向Kabuto報復並統治世界。在第十七話被Decade和Kabuto Zecter的合體技擊敗。
原作變身者：矢車 想／影山 瞬／三島 正人／加賀美 新
新 （牧田哲也 飾／香港配音：周倚天／台灣配音：何志威）
假面騎士Gatack的變身者。ZECT的隊員。本來對上司十分忠誠，後來開始對憎恨Kabuto的弟切想有懷疑。
原作变身者：加賀美 新
真由 （菅野莉央 飾／香港配音：陳皓宜／台灣配音：）
總司的妹妹，真身是Sisyra Worm。目擊Kabuto重傷擬態總司的一刻，因此誤認Kabuto 為殺兄仇人。
是惟一一個欣賞士拍出的照片的人。
原作角色：日下部 日和／天道 樹花
奶奶 （佐佐木澄江 飾／香港配音：伍秀霞／台灣配音：林美秀）
總司和真由的奶奶，與真由一起經營著家族的食店「天堂屋」。
原作中從未登場，只在天道口中提及

### Hibiki世界
響鬼 （デビット伊東 飾／香港配音：陳永信／台灣配音：李景唐）
假面騎士Hibiki的變身者。響鬼流的宗師，但後來心靈被侵蝕而變成牛鬼，最後被繼承Hibiki的明日夢親手了結。
原作變身者：日高 仁志
明日夢 （小清水一揮 飾／香港配音：陳琴雲／台灣配音：林美秀）
響鬼的弟子，後來繼承響鬼流成為Hibiki的變身者。
於第三十話中，為報Amaki及Todoroki之仇而把Saga擊敗。
最終回中，因世界被融合而消失。
於結局篇劇場版中再度出場。
原作角色：安達 明日夢
威吹鬼 （澀江讓二 飾／香港配音：馮錦堂／台灣配音：李世揚）
假面騎士Ibuki的變身者。威吹鬼流的宗師。
晶 （秋山奈奈 飾／香港配音：陳皓宜／台灣配音：錢欣郁）
假面騎士Amaki的變身者。威吹鬼的弟子，後來繼承威吹鬼流成為宗師。
於第三十話中，被Saga擊敗。
原作变身者：天美 晶
斬鬼 （松田賢二 飾／香港配音：李錦綸／台灣配音：梁興昌）
假面騎士Zanki的變身者。斬鬼流的宗師。
此角色與原作《假面騎士響鬼》中同名，但為不一樣的角色。
轟鬼 （川口真五 飾／香港配音：蕭徽勇／台灣配音：何志威）
假面騎士Todoroki的變身者。斬鬼的弟子，後來繼承Zanki流成為宗師。
於第三十話中，被Saga擊敗。
此角色與原作《假面騎士響鬼》中同名，但為不一樣的角色。
Gyuki （酒井敬幸 聲／香港配音：／台灣配音：）
假面騎士Hibiki身心被侵蝕的狀態。有兩只大牛角，實力十分強悍。

### 暗影世界
紅 音也 （武田航平 飾／香港配音：胡家豪／台灣配音：李景唐）
假面騎士Dark KIVA的變身者。第二十、二十一話登場。是NEGA世界的管理者。
將K-Touch交給了士，並邀請士加入他們的行列，但士回絕。
在第二十一話因Decade Complete Form壓倒性實力的威脅而逃匿。
此角色與原作《假面騎士KIVA》中同名，但為不一樣的角色。
青柳 和良 （森陽太 飾／香港配音：周良鴻／台灣配音：李世揚）
假面騎士Dark Kabuto的變身者。夏海高中時的同級同學。
在第二十一話被Decade Complete Form以Hyper Kabuto Final Attack Ride毀滅。
原作變身者：擬態天道 總司 - 《假面騎士Kabuto》
佐藤 博彦 （岩間天嗣 飾／香港配音：周倚天／台灣配音：梁興昌）
假面騎士Ryuga的變身者。夏海高中時的同級同學。
在第二十一話被Decade Complete Form以Survive Ryuki Final Attack Ride毀滅。
經常對夏海道：「與我交往吧」，然後被拒絕。
原作變身者：鏡像城戶 真司 - 《劇場版 假面騎士龍騎 Episode Final》
坂田 健兒 （坂本恵介 飾／香港配音：麥皓豐／台灣配音：何志威）
假面騎士Orga的變身者。夏海高中時的同級同學。
在第二十一話被Decade Complete Form以Faiz Blaster Final Attack Ride毀滅。
原作變身者：木場 勇治 - 《劇場版 假面騎士555 消失的天堂》
田中 （北山雅康 飾／香港配音：萧徽勇／台灣配音：）
Alternative Zero的變身者。夏海高中時的老師。
在第二十一話被 Final Attack Ride連同怪人一起毀滅。
原作變身者：香川 英行 - 《假面騎士龍騎》
千夏 （井端珠里 飾／香港配音：陳琴雲／台灣配音：）
夏海高中時的朋友，為保護K-Touch而死亡，死前把K-Touch交給光 夏海。
光 夏海 （森寬和 飾／香港配音：余欣沛／台灣配音：林美秀）
在暗影世界生存的另一個光 夏海，在暗影世界中是少數仍然生存的人類。

### Diend世界
海東 純一 （黒田勇樹 飾／香港配音：伍博民／台灣配音：何志威）
假面騎士Glaive的變身者。大樹的哥哥，後來假裝被洗腦成為Area 管理委員會的次官，成為Glaive原因是作間諜，目的是引出Larc及Lance，跟隨14的原因是想找機會支配Diend世界。
原作角色為：志村 純一《劇場版 假面騎士劍 MISSING ACE》
三輪 春香 （三津谷葉子 飾／香港配音：陳琴雲／台灣配音：）
假面騎士Larc的變身者。
原作角色為：三輪 夏美 -《劇場版 假面騎士劍 MISSING ACE》
禍木 慎 （杉浦太雄 飾／香港配音：曹啟謙／台灣配音：李世揚）
假面騎士Lance的變身者。因為純一的事情而無法原諒大樹，在14被解決後稍微釋懷了點。
此角色與原作《劇場版 假面騎士劍 MISSING ACE》中同名，但為不一樣的角色。
邪神14 （伊藤高史 飾／香港配音：黃啟昌／台灣配音：梁興昌）
Diend 的世界的支配者。
在第二十三話被DECADE Complete Form及Armed Hibiki的合體技擊敗。

### 真劍者世界
志葉 丈瑠 （松坂桃李 飾／香港配音：何承駿／台灣配音：李世揚）
真劍紅的變身者，志葉家當主。
池波 流之介 （相葉弘樹 飾／香港配音：周良鴻／台灣配音：李景唐）
真劍藍的變身者。
白石 茉子 （高梨臨 飾／香港配音：陳琴雲／台灣配音：錢欣郁）
真劍桃的變身者。
谷 千明 （鈴木勝吾 飾／香港配音：周倚天／台灣配音：何志威）
真劍綠的變身者。
花織 琴羽 （森田涼花 飾／香港配音：成瑤孆／台灣配音：林美秀）
真劍黃的變身者。
梅盛 源太 （相馬圭祐 飾／香港配音：陳卓智／台灣配音：梁興昌）
真劍金的變身者，丈瑠的幼年玩伴。
侍戰隊第20幕末尾中被海東搶走了烏賊折神。
千眼怪 （大友龍三郎 聲演／香港配音：招世亮／台灣配音：）
外道眾之一。奪去了Diend Driver並變身成千眼怪Diend變身體，成為真劍者世界中第一位外道假面騎士。
千眼怪Diend變身體能使用Kamen Ride卡及Kaijin Ride卡，曾令真劍者及Decade陷入苦戰。
在第二十五話被Decade Complete Form和真劍紅擊敗。

### Black RX & Black世界
南 光太郎 （倉田哲夫 飾／香港配音：蕭徽勇／台灣配音：）
假面騎士Black及假面騎士Black RX的變身者。
雖然在原作中，Black RX是由Black變化而成，但在故事中因變成兩個不同的世界的關係，所以會有兩個南光太郎存在。
RX 的武器在原作是風車劍，發動必殺技時劍刃會發光，但在本作中並無發動必殺技，故以柱型劍刃姿態出現。
Schwarian（舒巴利安）（稻田徹 聲演／香港配音：黄启昌／台灣配音：）
波式斯帝國的怪魔機械人。在第二十七話被Decade Complete Form及Agito Shining Form擊敗。

### Amazon世界
Amazon （坂本エンリケ 飾／香港配音：周良鴻／台灣配音：）
假面騎士Amazon的變身者。是一名即使被人背叛，但仍對人付予信任的善良青年。一直走遍世界，尋找適合自己居住的地方，在日本被捲入和十面鬼戰鬥。Gigi 手環的持有者。
原作變身者：山本 大介
岡村 正彥 （武井証 飾／香港配音：何璐怡／台灣配音：）
就讀於大修卡學校四年二組的學生，並負責捕捉叛亂者。
在第二十八話中，曾被十面鬼派去潛進Amazon的所在地，但任務完成後被放棄，為了再次博取大修卡的接受，盜取了Gigi手環，而且在第二十九話中險被改造成海參怪人，但最後選擇相信Amazon。
岡村 律子 （寺田有希 飾／香港配音：朱妙兰／台灣配音：）
岡村 正彥的姊姊。初時真心信賴大修卡，但最後受正彥影響，選擇相信Amazon。
十面鬼 （石川英郎 聲演／香港配音：伍博民／台灣配音：）
哥頓組織的首領、大修卡的成員。Gaga手環的持有者。經常乘坐在圓球上活動，不但能快速移動，而且可以使用九位平成騎士的能力，得到兩個手環後，也可使用Decade的能力。一直協助大修卡消滅假面騎士。
在第二十九話被Decade Complete Form、Faiz Blaster、Diend及Amazon聯合擊敗。

### Rider War世界
優希 （芳賀優里亞 飾／香港配音：何璐怡／台灣配音：錢欣郁）
Fangire 的Queen。為了保護自己的世界，不惜與大修卡聯手。
於第三十話中，被Decade Complete Form及Surive Ryuki擊敗。
紅 渡 （瀨戶康史 飾／香港配音：曹啟謙／台灣配音：何志威）
原作假面骑士KIVA的變身者。
在第一話首次登場，向士預告九個世界即將與夏海的世界融合，夏海的世界將被毀滅，並引導士巡迴九個世界。
在第三十一話中，說明本來想要士巡迴九個世界是為了破壞九個世界，從而令九個世界再生。但士卻拯救了九個世界，而令世界融合了，令世界開始一個個地消失。 所以紅渡變身成KIVA和其餘八名假面騎士一同對付「世界的破壞者」－Decade。
於劇場版《假面騎士×假面騎士 W & Decade MOVIE大戰2010》Decade結局篇中被Decade击败变成卡牌，世界重生后在自己的世界复活。
劍崎 一真 （椿隆之 飾／香港配音：伍博民／台灣配音：何志威）
原作假面騎士Blade的變身者，曾對夏海說明真正敵人並不是大修卡，而是門矢 士。
在第三十一話中變身成假面騎士Blade King Form在最終回中和其餘八名假面騎士一同對付「世界的破壞者」－Decade。
於劇場版《假面騎士×假面騎士 W & Decade MOVIE大戰2010》Decade結局篇变回基础形态后被Decade击败变成卡牌，世界重生后在自己的世界复活。
AgitΩ、Ryuki、Faiz、Hibiki、Kabuto、Den-O
在最終回中和其餘的假面骑士一同對付「世界的破壞者」－Decade。

### Decade世界
門矢 小夜 （荒井 萌 飾）
門矢 士的妹妹。持有Stone Of Earth，並利用Stone Of Earth把Kuuga改造成Rising Ultimate Form，使其失控並攻擊士。但最後小夜覺醒過來，毀滅了Stone Of Earth，於劇場版的最後，開始了屬於自己的旅程。
月影 信彥 （大浦龍宇一 飾）
Shadow Moon 的變身者。門矢兄妹的管家，持有Stone Of Moon，曾驅逐門矢 士並取代成為大修卡的首領，最後被假面騎士W及眾騎士的Rider Kick所擊敗。
原作為南光太郎的朋友，雖曾經於Black中覺醒，但於RX後復活成為典型惡役騎士活躍於各作品中。
結城 丈二 （Gackt 飾）
原是大修卡的科學家間諜與門矢士有段亦敵亦友的因緣，Decade-driver及Diendriver的製造者。
原作為Riderman的變身者，此處的結城丈二繼承了手臂改造與科學家的設定，但是否具備Riderman的身分則不得而知，只能得知，似乎如果只要他想要，就可以使用Riderman或者開發出類似甚至超越Riderman的力量。

## 各騎士＆戰隊世界

### W世界
左 翔太郎 （桐山漣飾 聲演）
假面騎士W左半身的變身者。
菲利普/園咲 來人 （菅田將暉飾 聲演）
假面騎士W右半身的變身者。
鳴海 莊吉（吉川晃司飾）
假面騎士Skull的變身者。
於劇場版《假面騎士×假面騎士 W & Decade MOVIE大戰2010》結尾由士給與了翔太郎假面騎士skull的騎士卡片，以平行世界的方式出現在翔太郎等人面前。

### 超級英雄大戰世界
如月 弦太郎 (福士蒼汰飾)
假面騎士Fourze的變身者。
天之川學園高中的學生，假面騎士部的成員。
朔田 流星   (吉澤亮飾)
假面騎士Meteor的變身者。
昴星高中交換至天之川學園高中的特別編入生，亦為假面騎士部的社員。
火野 映司  (渡部秀飾)
 
假面騎士OOO的變身者。
不抱有任何夢想與追求，和慾望沾不上邊的散漫青年。
船長・瑪貝拉斯 (小澤亮太飾)
豪快紅的變身者。
宇宙海賊的船長。
喬・基布肯 (山田裕貴飾)
豪快藍的變身者。
宇宙海賊的一員。
露卡・米爾菲 (市道真央飾)
豪快黃的變身者。
宇宙海賊的一員。
東・多格伊亞 (清水一希飾)
豪快綠的變身者。
宇宙海賊的一員。
艾姆·德·法蜜由 (小池唯飾)
豪快粉紅的變身者。
宇宙海賊的一員。
伊狩鎧 (池田純矢飾)
豪快銀的變身者。
宇宙海賊的一員，唯一一位出身自地球的成員。
櫻田弘 (鈴木勝大飾)
Red Busters的變身者。
在新西曆2012年的世界中與Vaglass戰鬥的特命戰隊Go Busters成員。
岩崎龍司 (馬場良馬飾)
Blue Busters的變身者。
在新西曆2012年的世界中與Vaglass戰鬥的特命戰隊Go Busters成員。
宇佐見陽子 (小宮有紗飾)
Yellow Busters的變身者。
在新西曆2012年的世界中與Vaglass戰鬥的特命戰隊Go Busters成員。

### 魔寶石世界
操真 晴人 （白石隼也飾）
假面騎士Wizard的變身者。
劇中稱呼其為「魔法使」或「指環的魔法使」，受到阿瑪達姆使用騎士戒指的召喚而到達魔寶石之中。
仁藤 攻介 （永瀨匡飾）
假面騎士Beast的變身者。
劇中稱呼其為「古代魔法使」，受到少年的召喚而到達魔寶石之中。
少年（竜跳飾）
為了擺脫變成怪物的命運，偷取阿瑪達姆手上假面騎士指環並企圖逃離魔寶石世界因而被追捕。
實際身份為魔寶石世界的晴人。
少女（SALA飾）
跟隨著少年逃亡的女孩，實際身份為魔寶石世界的曆。
阿瑪達姆（田口智朗飾）
魔寶石世界的支配者，假面騎士指環的原主人。
一直想向封印自己的現實世界復仇但不成功。
葛葉 紘汰（佐野岳飾）
假面騎士鎧武的變身者。
聽見少年與少女求救聲再發現連接魔寶石世界的通道後，不顧後果而躍進那方，與歷代15位平成假面騎士一同擊敗阿瑪達姆。

### 鎧武世界
葛葉 紘汰（佐野岳飾）
假面騎士鎧武的變身者。
驅紋 戒斗 （小林豐 飾）
假面騎士巴隆的變身者。
吳島 光實 （高杉真宙飾）
假面騎士龍玄的變身者。
吳島 貴虎 （久保田悠来飾）
假面騎士斬月．真的變身者。
操真 晴人 （白石隼也飾）
假面騎士Wizard的變身者。
左 翔太郎 （桐山漣飾）
假面騎士Joker和假面骑士W的變身者。
乾巧 （半田健人飾）
原作中假面騎士Faiz的變身者。
曾在Decade结局篇以Faiz形象登场，与其他8名骑士一起对付Decade。
Decade结局篇剧场版被Decade击败并变成卡牌，世界重生后复活。
草加 雅人 （村上幸平飾）
原作中假面騎士Kaixa的變身者。
本鄉 猛 （藤岡弘飾）
 假面騎士一號的變身者。
對紘汰說出「像你這樣的菜鳥，我是不會承認你是假面騎士！」的宣言。
Decade结局篇剧场版曾经以变身后状态出现，被Decade击败变成卡牌，世界重生后复活。
神敬介（速水亮飾）
假面騎士X的變身者。
Decade结局篇剧场版曾经以变身后状态出现，被Decade击败变成卡牌，世界重生后复活。
村雨良（菅田俊飾）
假面騎士ZX的變身者。
Decade结局篇剧场版曾经以变身后状态出现，被Decade击败变成卡牌，世界重生后复活。
桐生大吾（龍星涼飾）
强龙红的变身者。
來斗（志尊淳飾）
特急1号的变身者。
十胜（平牧仁飾）
特急2号的变身者。
美緒（梨里杏飾）
特急3号的变身者。
洸（橫濱流星飾）
特急4号的变身者。
神樂（森高愛飾）
特急5号的变身者。
葵蓮（板尾創路飾）
假面騎士Fifteen的變身者。
擁有歷代15名平成假面騎士力量的神秘假面騎士，率領著地下帝國巴丹的怪人一眾大肆侵略。

### ZI-O世界
常磐 莊吾（奧野壯飾）
假面騎士ZI-O和逢魔ZI-O的變身者。
明光院 月津 (押田岳飾)
假面騎士Geiz的變身者，來自50年後未來的少年。
黑沃茲（渡邊圭祐飾）
假面騎士Woz的變身者，來自50年後未來的神秘預言者。
月讀（大幡詩繪理飾）
假面騎士月讀的變身者，來自50年後未來的少女。
白沃茲（渡邊圭祐飾）
假面騎士Woz和另類Diend的變身者。
相川 始（森本亮治饰）
原作中假面骑士Chalice变身者。
剑崎 一真（樁隆之饰）
原作中假面骑士Blade变身者。
天空寺 尊（西铭骏饰）
假面骑士Ghost变身者。
深海 诚（山本凉介饰）
假面骑士Specter变身者。
加贺美 新（佐藤佑基饰）
原作中假面骑士Gatack、假面骑士The Bee及繼承假面骑士kabuto資格的变身者。
矢车 想（德山秀典饰）
原作中假面骑士kick Hopper和假面骑士The Bee变身者。
影山 瞬（拟态）（内山真人饰）
原作中假面骑士punch hopper和假面骑士The Bee的变身者。
大道 克已（松岡充饰)   

假面骑士Eternal的变身者。
湊海 遙（荒木敦史饰）       

假面騎士AQUA的變身者，來自40年後未來的假面騎士。
Chase（上远野太洸饰） 
魔进追迹者的变身者。
草加 雅人(村上幸平飾)
 
原作中假面騎士Kaixa的變身者。
照井 龍(木之本嶺浩飾)
 
假面騎士Accel的變身者。
伊達 明(岩永洋昭飾)
 
假面騎士Birth的變身者。

### GOTCHARD世界
一之瀨 寶太郎（本島純政飾）
假面騎士GOTCHARD的變身者。
九堂 凜音（松本麗世飾）
假面騎士MAJADE的變身者。
黑鋼 史帕納（藤林泰也飾）
假面騎士VALVARAD的變身者。
鳳櫻・輝夜・石英（永田聖一朗飾）
假面騎士LEGEND的變身者。
未來的寶太郎（DAIGO飾）
假面騎士GOTCHARD DAYBREAK的變身者。
來自20年後另一個未來世界的一之瀨寶太郎。
格里昂（鎌苅健太飾）
假面騎士DORADO的變身者。
生真・史托瑪克（知念英和飾）
假面騎士GAVV的變身者。

## 其他
鳴瀧 （奧田達士 飾／香港配音：張錦江／台灣配音：何志威）
以殺死Decade為目的神祕男人，詳細資料和目的不明。
在第十七話尾曾拿着Hibiki的變身音叉出現。
在第二十話中曾對士說；「你終於找到適合你的世界」。
稱Decade為「破壞世界的惡魔」。
「Rider War」的世界－在攝影館「光寫真館」內說明，加速所有世界融合的是Super Apollo Geist，只要消滅他的話就能阻止所有世界融合。拜託Decade後消失了。
在《假面騎士×假面騎士 W & Decade MOVIE大戰2010》Decade完結篇中，亦擔任佐魯大臣角色。
在《假面騎士x超級戰隊 超級英雄大戰》中擔任G博士角色。
可以以不明方法從各世界中召換各個假面騎士。
在《平成騎士對昭和騎士 假面騎士大戰 feat.超級戰隊》告知門矢士需召集歷代平成15位的所有騎士參戰。
在《烈車戰隊特急者VS假面騎士鎧武 春假合體特別篇》中，因不明原因而持有彩虹通行證，劇中他的右手套著腹語人偶出現，負責將彩虹通行證拿給假面騎士鎧武——葛葉紘汰。
根據車票／券券的說法，似乎也是特急烈車的乘客。
於續篇《RIDER TIME 假面騎士Decade VS ZI-O / Decade館的死亡遊戲》中為了恢復被關在時空縫隙的逢魔ZI-O的力量而多次舉辦遊戲來尋找真正的莊吾的替身作為祭品
曾經鳴瀧從結界召喚出來的假面騎士：
- 假面騎士Kick Hopper
- 假面騎士Punch Hopper
- 假面騎士Kaixa
- 假面騎士Ryuga
- 假面騎士Ohja

Kivara（月夜白蝙蝠）（澤城美雪 聲演／香港配音：曾佩儀／台灣配音：）
族的蝙蝠型生物，Kivat三世的妹妹，身型只有Kivat三世的一半。
在第三話登場，自此作為間諜與士一起前往其他世界，暫時只有大樹知道其真正身份。
曾在第十七話中被Worm擬態。
夏海可以使用她變身成假面騎士Kivara。
Apollo Geist（亞波羅蓋斯特）（川原和久 飾／香港配音：葉振聲／台灣配音：）
假面騎士X的大敵、大修卡的幹部。
靠G.O.D的再生手術重生，但只有一個月生命，所以利用手上持有的Perfecter來奪取他人生命，其後Perfecter於第二十八話中被Decade破壞。
擁有穿越世界的能力，也可以召喚出各地怪人。
曾逃走到Black RX及Black世界、Amazon世界及Rider War世界，於第三十話中得到Fangire的力量，成為Super Apollo Geist，並加速所有世界融合。
最終回中，被Decade Complete Form及Diend擊敗。
- 「RX」的世界－Seamoon Fangire,Scorpion Imagin,Mantis Fangire,Rhinoceros Mutantx Orphnoch,Worm          Orphnoch,Frilled Lizard Orphnoch,Brachypelma Worm Aurantium,Brachypelma Worm Viridis,Tarantes Worm Purpura
- 「Rider War」的世界－Beetle Fangire,Paradoxa Undead,Tiger Orphnoch,Taurus Ballista,Alligator Imagin,Phylloxera Worm,

岬百合子 （廣瀨愛麗絲 飾／香港配音：待查） 
電波人塔克爾 的變身者，在《假面騎士×假面騎士 W & Decade MOVIE大戰2010》Decade完結篇中登場。
深愛著士並跟他一起遊走其他世界。
跟原作的同名角色沒有關係，是平行世界的电波女。